# Carl Theodor Johannsen
Carl Theodor Johannsen (født 8. november 1804 i Nortorf i Holsten, død 1. juli 1840 i København) var en dansk orientalist.
Johannsen gik, efter at have modtaget den forberedende undervisning i den lærde skole i Glückstadt, til Kiel og Bonn for at studere klassisk filologi og østerlandske sprog. 1828 modtog han i Kiel den filosofiske doktorgrad for en afhandling, hvis emne var hentet fra den arabiske geografi, og derpå rejste han til Paris for at fortsætte sine orientalske studier.
Efter hjemkomsten fra Paris virkede han i nogle år som privatdocent, først i Bonn, senere i Kiel, indtil han 1833 blev kaldet til København som ekstraordinær professor i østerlandsk filologi og litteratur. Som sådan blev hans virksomhed kun kort. Foruden begyndelsen til en hebraisk formlære (1835) har han udgivet et par afhandlinger vedrørende 1. Mosebog og de beslægtede overleveringer hos andre østerlandske folk.